# Bill Dowdy
Pour les articles homonymes, voir Dowdy.
William Lee Dowdy dit Bill Dowdy, né le 15 août 1932 à Osceola et mort le 12 mai 2017 à Battle Creek, est un musicien et professeur de jazz américain. 
Il est le batteur du trio de jazz The Three Sounds. The Three Sounds enregistre plus de dix albums de jazz des années 1950 au début des années 1970 et a joué, entre autres, avec Lester Young, Lou Donaldson, Nat Adderley, Johnny Griffin, Anita O'Day et Sonny Stitt.

## Biographie
Bill Dowdy est né à Osceola, dans l'Arkansas. Il déménage avec sa famille à Benton Harbor, dans le Michigan, à l'âge de six mois. Au lycée, il apprend à jouer du piano et de la batterie. En 1949, il fonde le Club 49 Trio, un groupe qui joue à la radio à Chicago.
Après avoir fondé son propre groupe de musique, Dowdy s'installe à Battle Creek et rejoint un groupe avant d'être incorporé dans l'armée. Il s'installe ensuite à Chicago et prend des cours particuliers pour améliorer ses compétences musicales. Au fil du temps, il devient batteur professionnel et joue avec de nombreux groupes de blues. Il continue de voyager, de New York à Los Angeles, et au Canada. Parmi ses idoles figurent Gene Krupa, Max Roach et Roy Haynes.
Il meurt le 12 mai 2017. 

## Discographie
Avec The Three Sounds
- 1958 : Introducing the 3 Sounds (Blue Note)
- 1958 : Braching Out (Blue Note) avec Nat Adderley
- 1959 : Bottoms Up! (Blue Note)
- 1959 : LD + 3 (Blue Note) avec Lou Donaldson
- 1959 : Good Deal (Blue Note)
- 1960 : Moods (Blue Note)
- 1960 : Feelin' Good (Blue Note)
- 1960 : Here We Come (Blue Note)
- 1960 : It Just Got to Be (Blue Note)
- 1960 : Blue Hour (Blue Note) avec Stanley Turrentine
- 1961 : Hey There (Blue Note)
- 1961 : Babe's Blues (Blue Note)
- 1962 : Out of This World (Blue Note)
- 1962 : Black Orchid (Blue Note)
- 1959-1962 : Standards, réalisé en 1998
- 1962 : Blue Genes (Verve)
- 1963 : Anita O'Day & the Three Sounds (Verve)
- 1963 : The Three Sounds Play Jazz on Broadway (Mercury)
- 1963 : Some Like It Modern (Mercury)
- 1964 : Live at the Living Room (Mercury)
- 1965 : Three Moods (Limelight)
- 1965 : Beautiful Friendship (Limelight)